# Попелюшка (мультфільм, 1979)
«Попелюшка» — радянський мультиплікаційний фільм, створений в 1979 році на студії «Союзмультфільм» за однойменною казкою Шарля Перро. У 1982 році включений до збірки мультфільмів «Пригоди чарівного глобусу або Витівки відьми» (нова редакція, 1991).

## Сюжет
Героями фільму стали сварлива мачуха, дві її ліниві та несимпатичні доньки, безвільний чоловік-лісник та падчерка-служниця Попелюшка. Попелюшка за допомогою феї потрапляє на королівський бал, де знайомиться з принцом. Чарівність феї зникає опівночі, Попелюшка тікає, втрачаючи кришталевий черевичок. І все закінчується успішно.

## Творці
- автор сценарію — Альберт Сажин
- вірші Генріха Сапгіра
- режисер — Іван Аксенчук
- художник-постановник — Галина Шакицька
- оператор — Борис Котов
- композитор — Ігор Цвєтков
- звукооператор — Володимир Кутузов
- помічники: З. Кредушинська, Т. Попова
- художники: Володимир Морозов, Ірина Світлиця, В. Максимович
- монтажер — Олена Тертична
- редактор — Петро Фролов
- художники-мультиплікатори: Олег Сафронов, Олександр Панов, Віктор Лихачов, Марина Восканьянц, Володимир Шевченко, Йосип Куроян
- ролі озвучували:

Тетяна Шабельникова — Попелюшка
Ігор Іванов — принц
Людмила Шапошникова — мачуха
Ельвіра Бруновська — фея
Всеволод Ларіонов — герольд
- Директор картини — Нінель Липницька

## Створення
Важливе місце у мультфільмі, як і в інших роботах, Іван Аксенчук приділяв музиці .
Режисер легко йшов на технологічне новаторство — у цьому мультфільмі художник-постановник Галина Шакицька намалювала всі фони на оксамитовому папері.

## Відгуки
Історик художньої мультиплікації, співробітник НДІ Кіномистецтва Георгій Бородін свідчить, що поряд з іншими радянськими мультфільмами «Попелюшка» здобула широку популярність у 1970—1980-х роках.
Світлана Верхоланцева на сайті «Наш фільм» зазначає, що «завдяки віршам Генріха Сапгіра мультфільм за сценарієм Альберта Сажина виглядає напрочуд легко».